# Cristian Panait
Cristian Panait (n. 29 martie 1973, Târgoviște, Dâmbovița, România – d. 10 aprilie 2002, București, România) a fost un procuror român a cărui sinucidere, la vârsta de 29 de ani, a fost intens mediatizată, din cauza suspiciunilor referitoare la presiunile la care ar fi fost supus. Imediat după moartea lui Cristian Panait, s-a bănuit că sinuciderea a fost cauzată de faptul că șefii săi, Ilie Picioruș și Stelian Ovidius Păun, au infirmat soluția pe care a dat-o în dosarul care îl viza pe procurorul Alexandru Lele, care fusese suspendat din funcție după ce a dispus reținerea lui Adrian Tărău, fiul prefectului de Bihor numit de PSD.
Sinuciderea sa a avut loc prin aruncarea de la ultimul etaj al blocului situat în București, str. Logofăt Luca Stroici nr. 35.
Ministerul Public a precizat că sinuciderea lui Panait, prin defenestrare de la etajul doi al unui imobil, a fost cauzată de un „complex de factori psihostresori”. Ziarul german Frankfurter Allgemeine Zeitung a redat rezultatul investigațiilor jurnalistei Ela Simona Fica, potrivit căreia înaintea sinuciderii lui Panait a existat o divergență între acesta și fostul procuror Victor Ponta, care devenise de curând șef al corpului de control în cabinetul Năstase. Ponta ar fi fost interesat ca Panait, la vremea aceea doctorand al Rodicăi Stănoiu, ministrul justiției din cabinetul Năstase, să-l găsească vinovat pe Alexandru Lele.

## Cazul Lele
Procurorul orădean Alexandru Lele dispusese arestarea lui Adrian Tărău, fiul prefectului de Bihor și important sponsor al PSD la alegerile din 2000. Premierul de atunci al României, Adrian Năstase, care la acea vreme îl avea doctorand pe Ponta, era de asemenea interesat de rezultatul anchetei lui Panait.
Tărău a fost eliberat și a fugit în SUA. Procurorul Lele acuză public: “Năstase a intrat cu bocancii în anchetele penale”. Un fost partener de afaceri de-al lui Tărău îl denunță, din închisoare, pe anchetatorul Lele. Suspectat de corupție, Lele intră în investigarea Biroului de Anchete Speciale din cadrul Parchetului General. La Oradea este trimis tânărul procuror Cristian Panait, pentru a-l investiga pe Lele.
Percheziția la domiciliul din Oradea al procurorului Alexandru Lele eșuează. Eșuarea percheziției este preluată de mass-media, povestea capătă conotații politice. 
Cristian Panait se prezintă la sediul Parchetului General pe 1 aprilie 2002 și dispune scoaterea de sub urmărire penală a procurorului Alexandru Lele. Ordonanța de scoatere de sub urmărire penală a lui Lele avea să fie infirmată în aceeași zi de șefii procurorului Panait. Cristian Panait a decedat nouă zile mai târziu ca urmare a unei sinucideri controversate.
De ce eu? este un film de ficțiune inspirat de cazul Panait.